# Bròquil xinès
El bròquil xinès (Brassica oleracea var. alboglabra), el seu nom original en xinès tradicional és 芥蘭, també és conegut com a kai-lan (Malàisia i Indonèsia), gai lan o col verda xinesa.

## Origen
Mentre que la majoria de les formes de B. oleracea es van desenvolupar a Europa, el bròquil xinès és una cultivar de la Xina meridional i central. Actualment és àmpliament cultivat i popular al sud-est asiàtic.

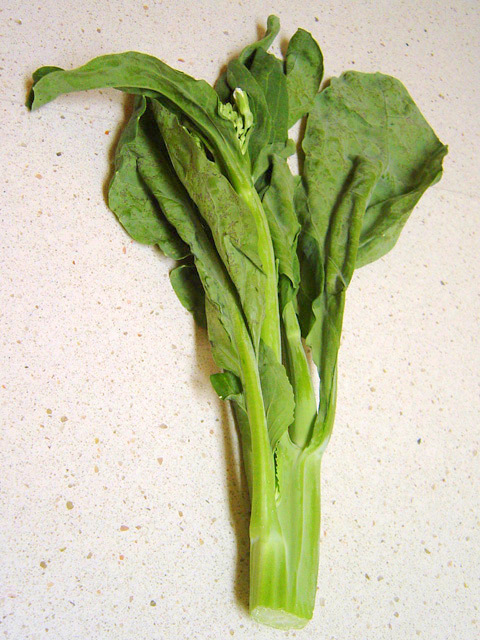

El bròquil xinès només es coneix com a espècie cultivada i no se’n coneixen parents silvestres. De vegades es considera una espècie diferent (B. alboglabra), o més sovint una varietat (var. alboglabra) de B. oleracea. Com només es coneix conreat, sembla més apropiat classificar-lo com a grup cultivable dins de B. oleracea. No és clar amb quines altres formes dins de B. oleracea té més afinitat: a les cols verdes europees o al grup de les floricol/bròquil que mostra una tendència a l'anualitat. N'hi ha nombroses varietats a la Xina i al sud-est asiàtic. Algunes cultivars estan disponibles a partir de llavors xineses, taiwaneses i tailandeses. Els conreus es distingeixen sobre la base del color de la flor, la forma de la fulla, la textura i el color de la fulla, la longitud de l'entrenús i pel seu ús.

## Descripció
Herba anual, de fins a 40 cm d'alçada durant l'etapa vegetativa i fins a 1 m d'alçada al final de la floració, totes les parts vegetatives són glabres i glauques. L'arrel principal està fortament ramificada. Tija única, estreta o enforquillada a la part superior. Les fulles són ovades fins a orbicular-ovades, alternes, gruixudes, fermes i peciolades, amb el marge dentat irregularment, que sovint presenta ondulacions. A més, són característicament auriculades a la base o a nivell del pecíol. Les fulles basals són més xicotetes, mentre que les superiors són estretament oblongues, subsèssils i sense aurícules. La inflorescència és un raïm terminal o axil·lar, de 30 a 40 cm de longitud amb peduncles de 1-2 cm de llargària. Les flors solen ser blanques, ocasionalment grogues i rarament roges, de 2 a 3 cm de diàmetre, tetràmeres però amb 6 estams. El fruit és una síliqua de 3-9 cm de longitud, amb un bec cònic. Llavors subgloboses, de 2 a 3 mm de diàmetre, de color marró fosc fins al negre, minuciosament foveolades. Nombre cromosòmic (2n = 18)

## Usos

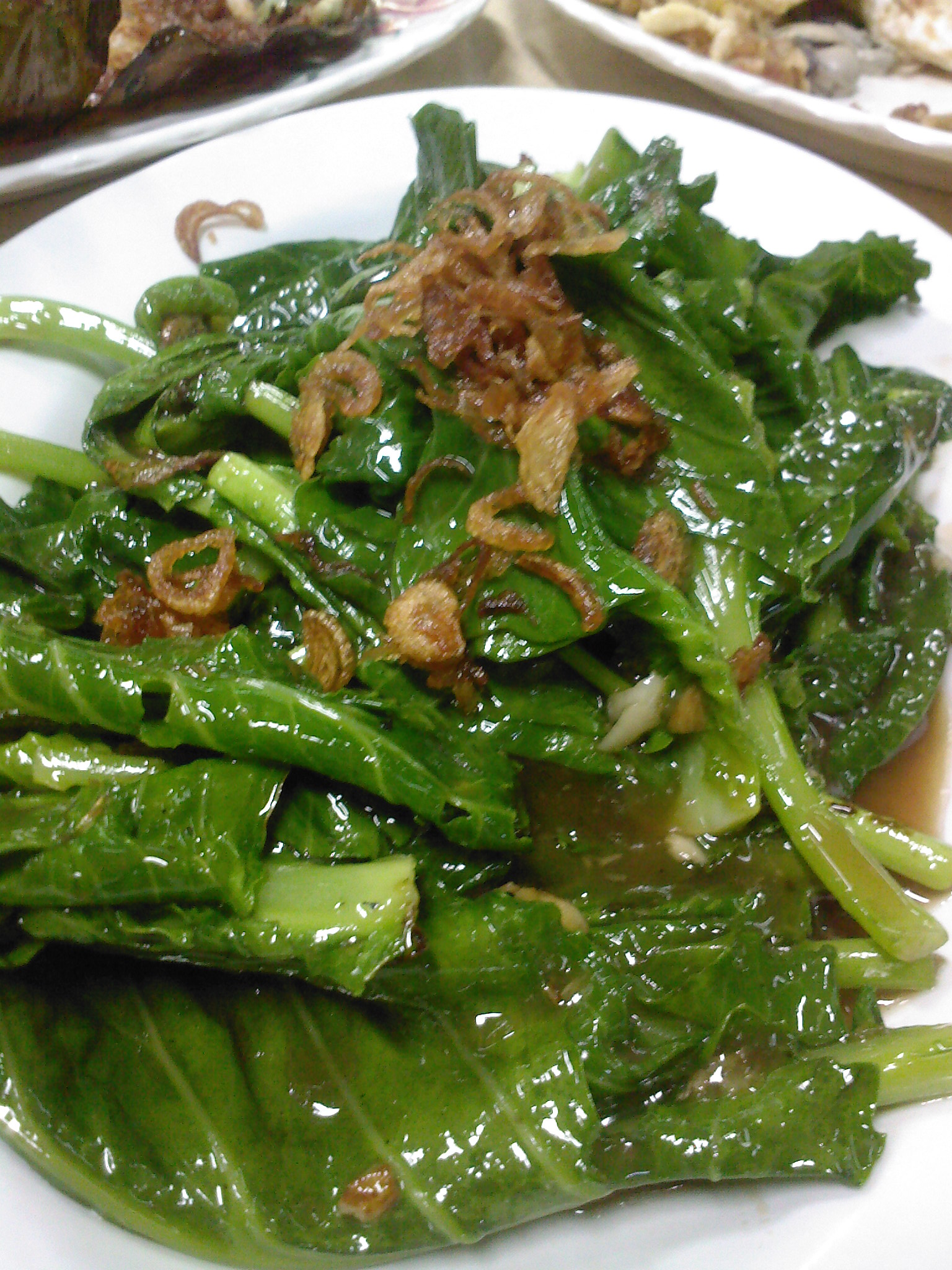
Bròquil xinès a la cantonesa

El bròquil xinès es conrea normalment per la seua tija, fulles joves i inflorescències joves que es consumeixen cuites o fregides, de vegades crues. Es pot utilitzar des d'una etapa vegetativa primerenca fins a la floració primerenca. En aquest últim cas, haurà desenvolupat tiges gruixudes que s'han de pelar abans de cuinar. Les fulles més velles tenen una textura més resistent i un gust fort. El seu sabor és paregut al del bròquil però lleugerament més amarg i un poc més dolç.
És àmpliament consumit en la cuina xinesa. Els preparats comuns inclouen bròquil xinès fregit amb gingebre i all, bullit o cuit al vapor i servit amb salsa d'ostres. També és habitual en la cuina vietnamita, birmana i tailandesa.

## Cultiu
Les llavors germinen 3-5 dies després de la sembra. El desenvolupament vegetatiu és lent durant les dues primeres setmanes, però després s'accelera. La floració generalment comença entre 55-80 dies després de la sembra depenent del cultivar i les pràctiques culturals. El bròquil xinès és pol·linitzat per insectes. Les llavors maduren entre 50-60 dies després de la pol·linització.
Les temperatures òptimes de germinació oscil·len entre 25-30° C i de 18-28° C per a un creixement vigorós. Les baixes temperatures promouen la floració primerenca i també són necessàries per a un desenvolupament floral complet. El bròquil xinès és tolerant a les gelades, sota condicions assolellades en sòls humits i ben drenats. Als climes càlids es pot cultivar durant tot l'any.
El bròquil xinès es propaga per llavor. La pràctica més habitual és la sembra mitjançant la transmissió a una velocitat de 3-6 g/m2 (30-60 kg/ha) per a la collita de plantes molt joves. Quan es volen collir plantes en la fase inicial de floració, és més econòmic sembrar en almàixera i trasplantar les plàntules després de 3 setmanes, per evitar una llarga ocupació en camp. La densitat de sembra és de 0,8-4 kg/m2 (3 kg/ha de mitjana) dependent del mètode de cultiu.
La collita es pot fer en qualsevol etapa de creixement, entre la tercera setmana després de la sembra fins a la floració primerenca. Durant les primeres etapes, els cultius solen collir-se fent una aclarida, mentre que en l'etapa madura, les plantes es tallen a nivell del coll. Un altre mètode és la collita per esqueixos repetits cada 3 setmanes. En aquest cas, es necessita espaiat ample (almenys 30 cm × 30 cm) i el tall s'ha de practicar de manera que almenys 2 fulles i brots es deixen per recuperar.

### Malalties i plagues
Les malalties més freqüents són la podridura d'arrels (Pythium sp.), que es pot controlar fins a cert punt amb un bon drenatge i evitant la sembra excessiva, i la cendrosa de les cols (Peronospora parasitica), sobretot durant la temporada humida i fresca.
Els insectes són el problema més greu per a aquest cultiu. Els insectes que poden arribar a ser un problema són: alticins (Tribu Alticini), l'eruga verda de la col (Trichoplusia ni), els barrinadors i l'arna dors de diamant (Plutella xylostella) són els més nocius, a més dels pugons i saltamartins, grills i llagostes (ortòpters). En agricultura industrial generalment es fumiga amb insecticides uns dos colps per setmana, causant problemes els residus nocius degut a la gran freqüència de collita, per aquesta raó és important seguir una metodologia de prevenció orgànica o producció integrada, seguint les mateixes pautes que per a la col.

## Galeria

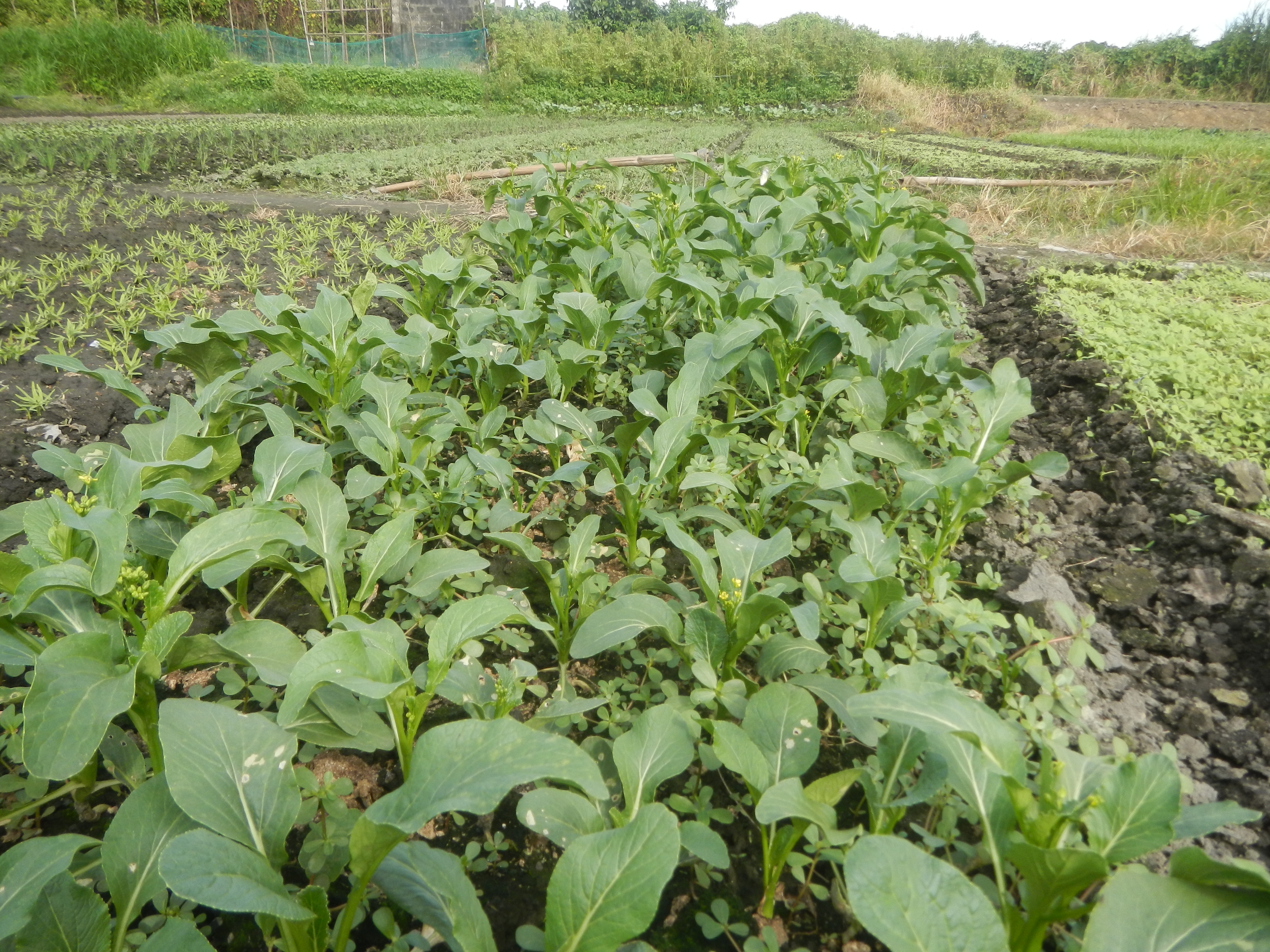
Bancal de bròquil xinès
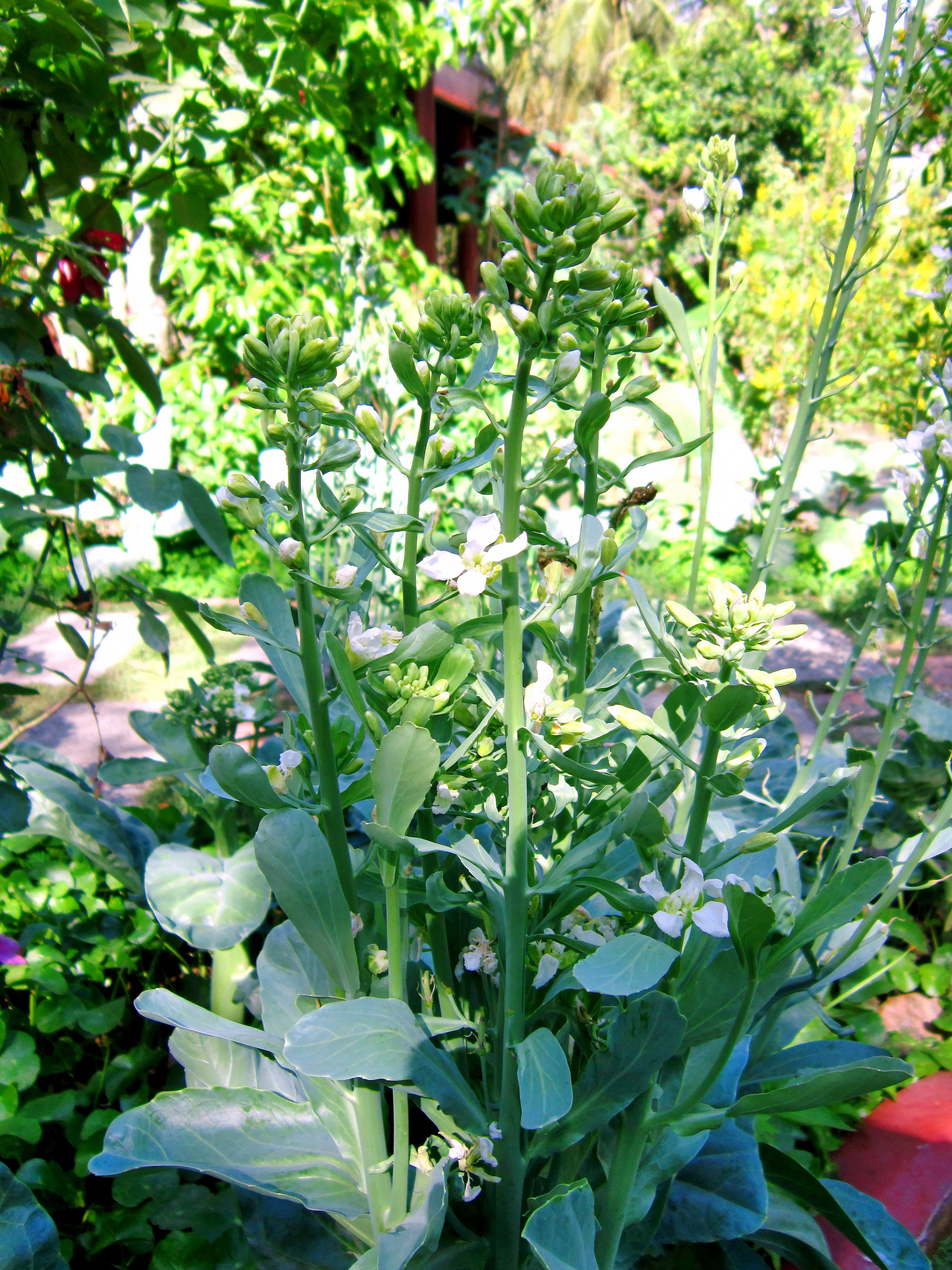
Bròquil xinès florit
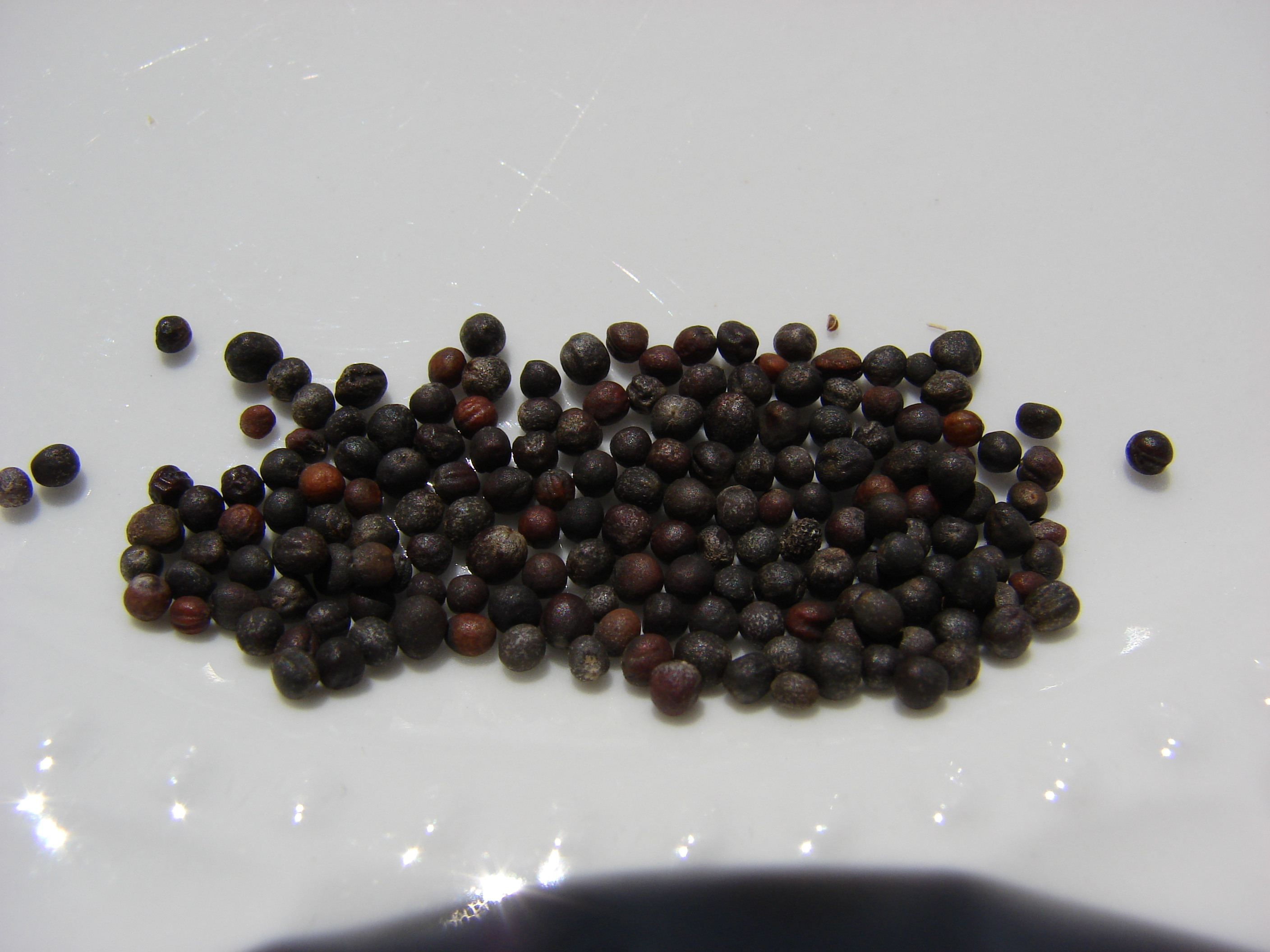
Llavors
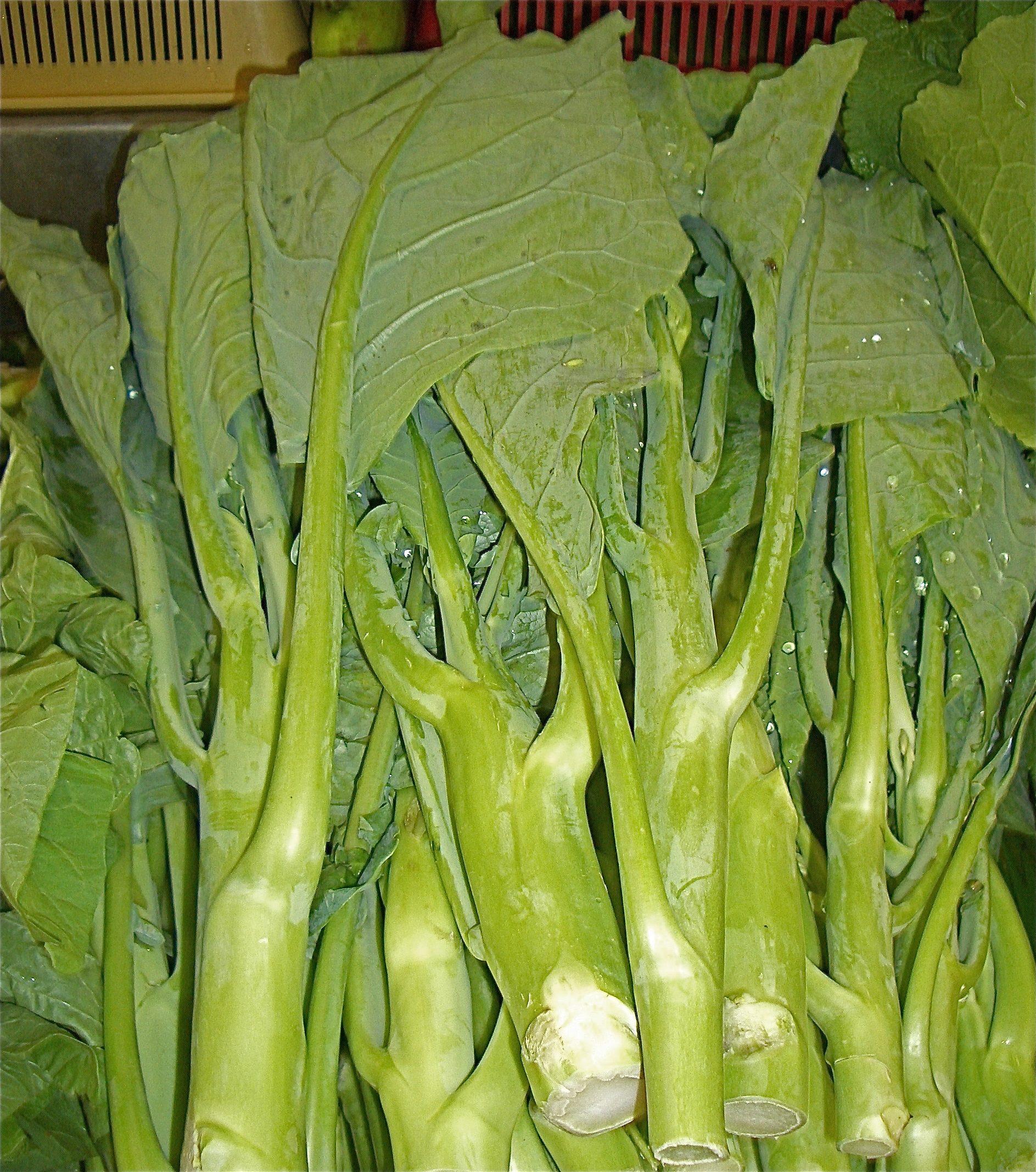
Collita
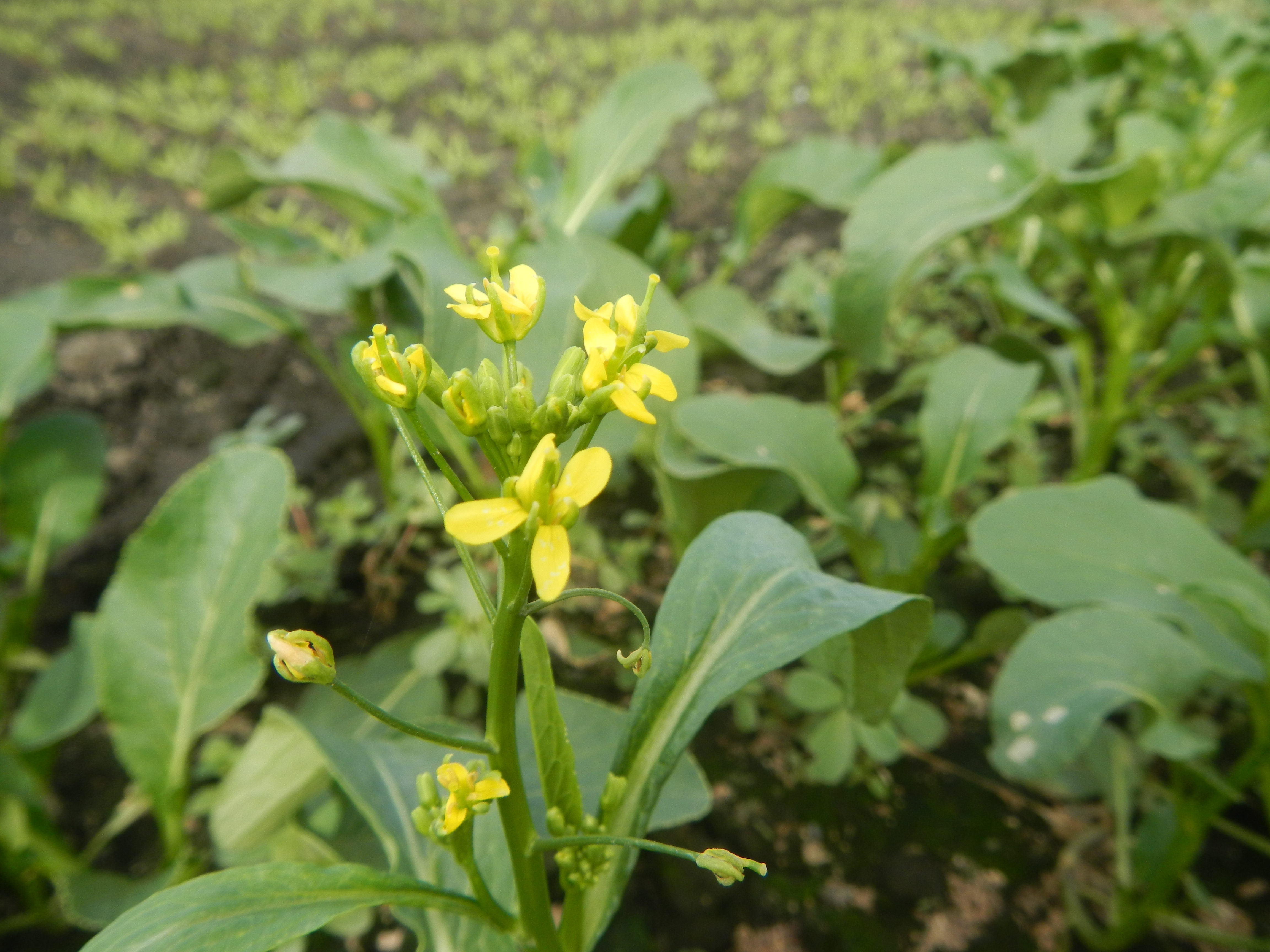
Bròquil xinès de flors grogues